# Dunakanyar Rádió

## A Dunakanyar Rádió története

### A kezdetek
2001 márciusban Vác városában kezdte meg éteres adását. A névválasztásban nemcsak a vételkörzetének földrajzi fekvése, hanem az azt tükröző értékek, szépségek és szellemiségek is szerepet játszottak. A rádió 2002 júliustúl Komárom, 2003 októbertől Esztergom, 2004 novembertől Pécel, Monor, és Gyál éteres vételi körzetében is külön-külön frekvenciákon hallható volt. 

### A mindennapok
A régi "Dunakanyar Rádió" 6 frekvencián, közel egymillió emberhez jut el, határon innen és túl, és vételkörzetük bővülésével hallgatóságuk is nagyban növekedett, lévén hogy földrajzilag határmenti magyarok által is lakott településeken is hallgathatták. A rádió Sződligetről, a Dunai fasor-ról sugározta legtöbbet adását.

### Az utolsó adás
Az egyik évben egy másik rádió kapta meg éteres vétel körzeteit, és az akkori tulajdonosok a kereskedelmi rádió megszüntetése mellett döntöttek. A régi rádió 2006. április 26-án 15:00-kor befejezte adását, és ezt követően internetes weblapjuk és elérhetőségük is megszűnt létezni. A régi csapat részben médiában, részben más területen elhelyezkedett el.

### A 2017. márciusi újraindulás
2017. március 1-én a Dunakanyar térségében újraindult a Dunakanyar FM. Sztereóban, a Mária Rádió eddigi frekvenciáján, az FM 94.1-en hallható napi 24 órában. A rádió célja, hogy a térség helyi közéleti fórumaként működjön.
A Dunakanyar FM 94.1, mint közösségi médiaszolgáltató műsorai révén a helyi közösség közéleti fórumaként is működik, de országos jellegű híreket is sugároz. Vételkörzetén belül 40.000 háztartásba jut el és közel 150.000 embert ér el. 

## Külső hivatkozások
- hullamvadasz.hu
- SZTAKI Rádió, Zöld rádióban a régi dunakanyar-rádióról
- Dunakanyar rádió története[halott link]
- Magyar rádióadók frekvenciatáblázata
- A Dunakanyar FM honlapja